# Mimika w polskim języku migowym
Mimika w polskim języku migowym – cecha dystynktywna strukturalnie oraz semantycznie, zarówno determinująca intencjonalność zdania („dlaczego” – „dlatego”), jak i różnicująca znaczenie wyrazów („rudy” – „fałszywy”), stopniująca natężenie cechy (bać się: obawiać się, odczuwać niepokój, bać się, być przestraszonym, być przerażonym, umierać ze strachu) lub nadająca jakąś właściwość (drzewo, wysokie drzewo, potężne drzewo). 
Elementy niemanualne mogą być wbudowane w znak („lubić” – „nie lubić”) albo, dodane, nieść nowy element znaczeniowy. Głusi uczniowie edukowani bez wykorzystania polskiego języka migowego mają często problemy ze stawianiem i rozróżnianiem pytań. Przyczyna tkwi w braku akustycznej percepcji intonacji wzrastającej (antykadencji); problem można jednak rozwiązać przez użycie mimiki jako znaku gramatycznego. 
Wyraz twarzy pełni w komunikacji migowej dwie funkcje: wyrażania uniwersalnych emocji (smutku, złości, wstrętu, strachu, zdziwienia, radości) oraz warunkowania trybu. Pozwala rozpoznać czy zdanie jest twierdzące, pytające czy rozkazujące. Osoby pozbawione słuchu cechują się zwiększonym niż u słyszących wyczuleniem na mikroekspresję – bezbłędnie odczytują dysonanse towarzyszące komunikatowi mieszanemu, kiedy mimika sygnalizuje choćby w niewielkim stopniu, że nadawca jest zmęczony, zły lub sfrustrowany, podczas gdy werbalizuje swój stan jako dobry.